# Infernus
Roger Tiegs (Nordfjord, Norveška, 18. lipnja 1972.), poznatiji kao Infernus, norveški je black metal glazbenik i sotonist. Osnivač je i jedini preostali izvorni član black metal sastava Gorgoroth koji je bio osnovan 1992. godine. Gitarist je, ali također svira bas-gitaru, bubnjeve i pjeva. Svirao je na prvom albumu sastava Borknagar.
Tiegs je sotonist. Također je osnivač producentske kuće Forces of Satan Records koju je osnovao 2006. godine.

## Diskografija
Gorgoroth
- Pentagram (1994.)
- Antichrist (1996.)
- Under the Sign of Hell (1997.)
- Destroyer (1998.)
- Incipit Satan (2000.)
- Twilight of the Idols (2003.)
- Ad Majorem Sathanas Gloriam (2006.)
- Quantos Possunt ad Satanitatem Trahunt (2009.)
- Under the Sign of Hell 2011 (2011.)
- Instinctus Bestialis (2015.)

Borknagar
- Borknagar (1996.)

Desekrator
- Metal for Demons (1998.)

Orcustus
- Demo 2002 (2002.)
- World Dirtnap 7" (2003.)